# Бранко Луковић
Бранко Луковић (Шљивовица, 1889—Кајмакчалан, 1916) био је земљорадник, учесник Балканских ратова и Првог светског рата и носилац Карађорђеве звезде са мачевима.
Рођен је 1889. године у Шљивовици, општина Чајетина, у земљорадничкој породици Јанка и Станике. Пре одласка у рат, 1912. године, оженио се са Маром Шуљагић и оставио једногодишњег сина Видоја и тек рођену кћер Томанију. Погинуо је на Кајмакчалану, 14. септембра 1916. године, при покушају да са бојишта спасе и трећег рањеника. Сахрањен је у Солуну, у Српском војничком гробљу Зејтинлик.
У родној Шљивовици на Луковића гробљу, споменик су му подигли отац, брат, син и остала родбина.